# Santuario della Madonna della Scopa
Il Santuario della Madonna della Scopa è una chiesa di Osio Sopra, in provincia e diocesi di Bergamo.

## Origine del nome
Il santuario della Madonna della Scopa, eretto nel XV secolo, dal 1500 in poi fu utilizzato dai contadini locali come deposito di materiale e a volte di bestiame, trascurando la funzione per la quale era stato costruito, ovvero quella religiosa. Una leggenda tramandata oralmente narra che in quest'epoca di trascuratezza del valore religioso della chiesa, la Madonna apparve ai contadini, intenta a ripulire l'edificio con una scopa. È da questo episodio che il santuario prende il nome, che è sempre rimasto immutato. Don Isaia Abati, nato a Osio Sopra nel 1868, nel 1905 pubblicò un libro, Osio Sopra e il suo santuario, in cui descrisse così l'apparizione di Maria:
Si venne amaramente disgustando la celeste Sovrana per un così indegno trattamento d’un luogo consacrato dal suo Santo Nome e dalla presenza d’una sua immagine; ma forse tollerò a lungo la pungente offesa. Finché un giorno, presa risoluzione di venire in persona a mostrare il suo sovrano disgusto, si presentò nel modesto recinto, vestita sì della sua augusta maestà di regina, ma umiliata nell’atteggiamento di una povera domestica a pulire colla scopa dalla immondizie l’imbrattato suo santuario.
Il sovrumano avvenimento, giusta la tradizione, si ripeté più volte alla presenza di molte persone; la quale ultima circostanza riesce affatto naturale, quando si rifletta che il sacello nella sua primitiva semplicità doveva essere aperto alla vista dei passanti, ed offrirsi di facile osservazione ai lavoratori sparsi nelle ubertose circostanti campagne. Conseguenza della ineffabile degnazione fu l’erezione d’un nuovo santuario all’augusta Sovrana del cielo; e da quell’ora la divozione al santo luogo, preso vigore e consolidatasi nelle anime, attraversò i secoli fino a noi.»
Dopo la presunta apparizione di Maria, la chiesa è divenuta meta di pellegrinaggi e solennemente consacrato alle funzioni religiose.

## Storia

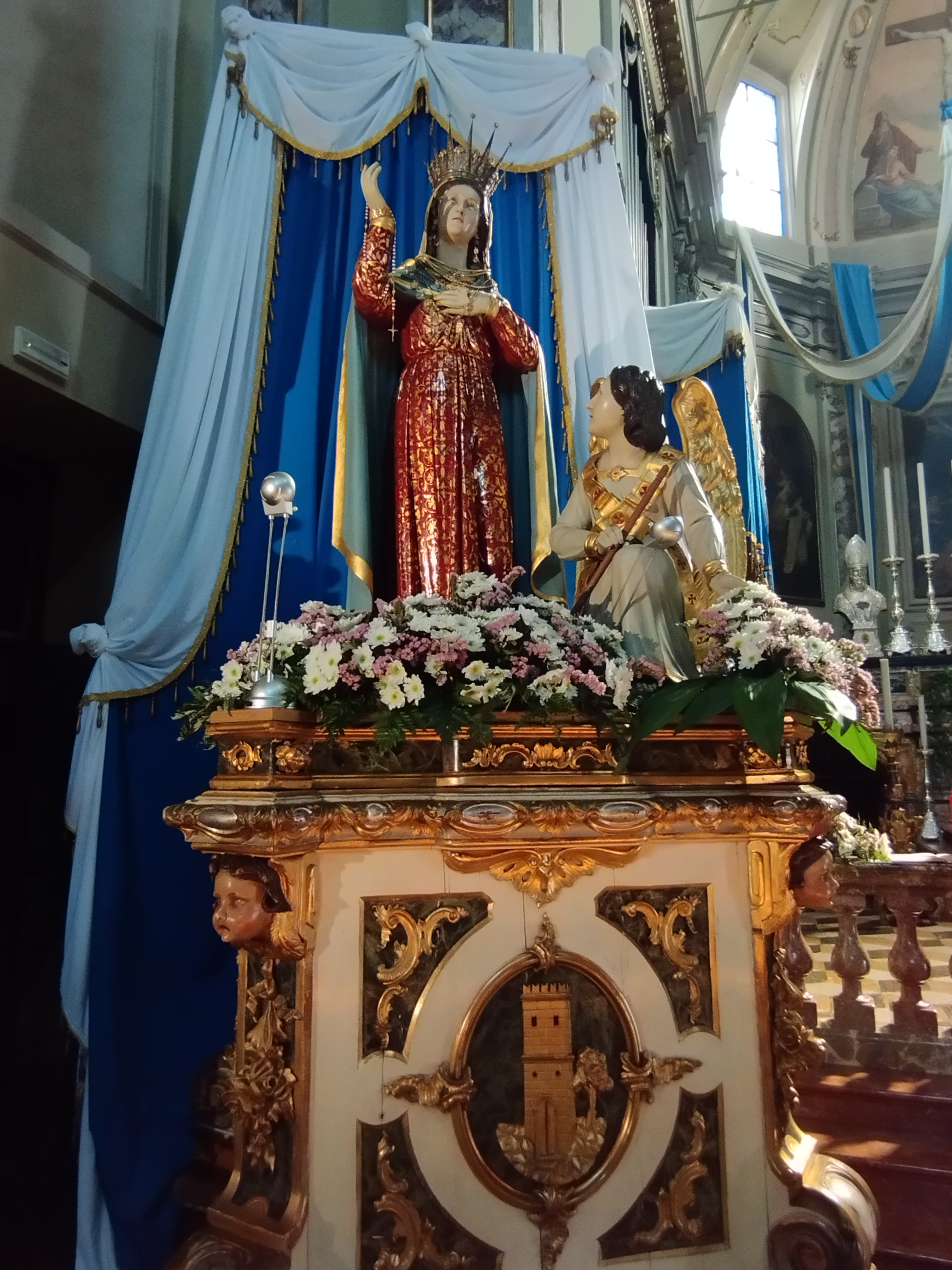
La statua della Madonna della Scopa, realizzata dallo scultore Guglielmo Carminati.

I primi documenti che attestano la presenza di una chiesa dedicata a Maria a Osio Sopra risalgono circa al 1155, quando fu citata in una bolla emessa da Papa Adriano IV. L'attuale santuario della Madonna della Scopa, però, è stata eretto nel XV secolo, e successivamente ampliato dopo la visita di Carlo Borromeo del 1566. Nel 1702, invece, il campanile della chiesa fu abbattuto e ricostruito, perché quello originale del Medioevo rischiava di crollare sul santuario.
Gli ultimi lavori di ristrutturazione e ampliamento dell'edificio si svolsero a cavallo tra il XIX secolo e il XX secolo. Nel 1886 l'allora prete di Osio Sopra, Giovanni Cominelli, commissionò la costruzione di una cappella laterale sul lato destra della chiesa, destinato a contenere una statua lignea (realizzata dallo scultore Guglielmo Carminati) raffigurante l'apparizione di Maria. Sempre don Cominelli iniziò l'opera di ristrutturazione della chiesa, che fu portata avanti dal 1902 dal nuovo prete Guglielmo Monzani. A partire dal 1902 la chiesa viene notevolmente modificata, in quanto la chiesa preesistente venne parzialmente abbattuta, e i muri in gran parte ricostruite, perché rischiavano di cedere. I lavori, conclusi nel 1905, vennero diretti dall'architetto Virginio Muzio insieme ai pittori Giovanni Cavalleri e Abramo Spinelli e al decoratore Fermo Taragni. In totale la ristrutturazione del santuario della Madonna della Scopa costò alla parrocchia di Osio Sopra circa 28 000 lire. Il nuovo edificio venne consacrato il 12 agosto 1905 da monsignor Giacomo Radini-Tedeschi, alla presenza anche di don Angelo Roncalli, futuro Papa Giovanni XXIII. Infine, il Santuario della Madonna della Scopa fu fino al 1950 al centro di aspri dibattiti tra i comuni di Osio Sopra e Osio Sotto, poiché il confine tra i due è situato molto vicino all'edificio, che entrambi i comuni reclamavano.

### Miracolo della mancata impiccagione
Un antico dipinto presente nel santuario, scomparso all'inizio del XX secolo, narrava l'episodio di un altro miracolo avvenuto nei pressi della chiesa. L'episodio, avvenuto nel XV secolo, vedeva protagonista un uomo di nome Ruggero condannato all'impiccagione, che si sarebbe svolta nella zona del santuario. Tuttavia la corda che sosteneva il condannato si ruppe per tre volte, e il boia rinunciò all'esecuzione della condanna davanti a 320 testimoni e lasciò Ruggero libero.

## Struttura
La facciata del santuario è a capanna e l'interno, a croce greca, presenta una sola navata. Sull'altare si trova la statua della Madonna, realizzata nel 1886 dallo scultore Guglielmo Carminati. La decorazione interna è molto ricca e rappresenta gli episodi principali della vita di Maria: un riquadro, accompagnato dal versetto biblico "Mundate donum Domini" (Purificate la casa del Signore), è dedicato alla sua apparizione nel santuario. Oltre all'altare principale, la chiesa ne presenta altri due, collocati a destra e a sinistra del braccio dell'edificio, dedicati rispettivamente a san Giuseppe e a sant'Antonio.

### Viale degli angeli
Un lungo viale, costeggiato da statue di angeli e concluso da un grande, ha inizio dal santuario fino ad arrivare alla chiesa parrocchiale del comune di Osio Sopra. I lavori per la sua costruzione cominciarono nel gennaio del 1931 su progetto di Dante Fornoni e secondo la volontà dell'allora prete Felice Pedrinelli. Il viale degli angeli prende il suo nome dalle 18 statue di angeli, in cemento modellato, che sono situate ai suoi lati. Inoltre il viale comprende anche un arco di trionfo, sulla cui cima c'è una grande statua di Maria che poggia i piedi su un globo (per rappresentare la sua sovranità sul mondo) e ai lati due angeli. Infine comprende anche quattro statue di virtù teologali: Maria la Speranza, la Fede, la Carità e la Mansuetudine.
Il viale degli angeli fu infine completato nel 1936, quando nei pressi del cavalcavia che congiunge l'arco di trionfo con il vero e proprio comune di Osio Sopra venne posizionata una statua in cemento che rappresenta Cristo Re.

### Campanile
Il campanile del santuario, situato sul lato sinistro del santuario, non è quello originario del Medioevo: infatti, esso rischiava di crollare e fu quindi abbattuto e ricostruito nel 1702. La costruzione attuale ha un'altezza di 15 metri ed è realizzata in mattoni rossi. Inizialmente c'erano due campane, sostituite poi nel 1769, mentre nel 1879 ne venne aggiunta una terza; infine, nel 1933 vennero aggiunte altre due campane.

## Festa della Madonna della Scopa
Ogni anno, per due settimane consecutive del mese di agosto, nel comune di Osio Sopra viene celebrata la festa della Madonna della Scopa. Al primo giorno di festa la statua lignea di Maria dello scultore Carminati viene portata in processione dal suo santuario fino alla chiesa parrocchiale, dove rimane per due settimane. Il 15 agosto, giorno in cui si celebra l'Assunzione di Maria, la statua viene trasportata per le vie del paese, mentre la settimana successiva, nel giorno di chiusura della festa, viene riportata nel santuario della Madonna della Scopa.